# 大叶熊巴掌
大叶熊巴掌（学名：Phyllagathis longiradiosa）为野牡丹科锦香草属下的一个变种。

## 扩展阅读
維基物種上的相關：大叶熊巴掌